# Yves Treilhes
Pas d'image ? Cliquez ici

a Compétitions nationales et continentales officielles uniquement.

b Matchs officiels uniquement.
Yves Treilhes, né le 17 décembre 1927 à Sembas et mort le 7 septembre 2020 à Bordeaux, est un joueur de rugby à XIII international français et médecin.
Il réalise sa carrière en rugby à XIII à Villeneuve-sur-Lot et Bordeaux. Avec ce dernier, il remporte un titre de Championnat de France en 1954. En raison de ses performances en club, il connaît une sélection en équipe de France prenant part au titre de Coupe d'Europe des nations en 1951 aux côtés de Puig-Aubert, Élie Brousse et Raymond Contrastin.

## Biographie
Formé à Villeneuve-sur-Lot, Yves Treihes est sélectionné en équipe de France pour affronter en 1950 à Toulouse l'équipe de l'Empire britannique.
Mais il est aussi médecin de profession et l'auteur d'avancées majeures en matière de récupération des sportifs.  Ainsi sa grande découverte est la notion de rééducation au bout de trois à quatre jours.; « Cette rééducation progressive  permet de retrouver progressivement la masse musculaire en évitant la fonte de cette masse musculaire. On évite ainsi que le sportif ne se blesse à nouveau ».

## Palmarès
- Collectif :
  - Vainqueur de la Coupe d'Europe des nations : 1951 (France).
  - Vainqueur du Championnat de France : 1954 (Bordeaux)[Ref 2].
  - Finaliste de la Coupe de France : 1956 (Bordeaux)[Ref 3]

### Détails en sélection
| Matchs internationaux d'Yves Treilhes | Matchs internationaux d'Yves Treilhes | Matchs internationaux d'Yves Treilhes | Matchs internationaux d'Yves Treilhes | Matchs internationaux d'Yves Treilhes | Matchs internationaux d'Yves Treilhes | Matchs internationaux d'Yves Treilhes | Matchs internationaux d'Yves Treilhes | Matchs internationaux d'Yves Treilhes | Matchs internationaux d'Yves Treilhes | Matchs internationaux d'Yves Treilhes | Matchs internationaux d'Yves Treilhes |
|                                       | Date                                  | Adversaire                            | Résultat                              | Compétition                           | Poste                                 | Points                                | Essais                                | Pen.                                  | Drops                                 |                                       |                                       |
| ------------------------------------- | ------------------------------------- | ------------------------------------- | ------------------------------------- | ------------------------------------- | ------------------------------------- | ------------------------------------- | ------------------------------------- | ------------------------------------- | ------------------------------------- | ------------------------------------- | ------------------------------------- |
| sous les couleurs de la France        |                                       |                                       |                                       |                                       |                                       |                                       |                                       |                                       |                                       |                                       |                                       |
| 1.                                    | 10 décembre 1950                      | Autres Nationalités                   | 16-3                                  | Coupe d'Europe des nations            | Centre                                | 0                                     | 0                                     | -                                     | -                                     |                                       |                                       |